# ماني كولينز
ماني كولينز (بالإنجليزية: Manny Collins)‏ هو لاعب كرة قدم أمريكية أمريكي، ولد في 2 أغسطس 1984.

## وصلات خارجية
- ماني كولينز على موقع JustSportsStats.com (الإنجليزية)